# Taiwan i olympiska sommarspelen 1996
Taiwan deltog i de olympiska sommarspelen 1996 med en trupp bestående av 74 deltagare, och det blev en silvermedalj för landet.

## Boxning
Lätt flugvikt
- Tsai Chih-Hsiu
  - Första omgången — Förlorade mot Mansueto Velasco (Filippinerna), domaren stoppade matchen

## Bågskytte
Damernas individuella
- Lin Yi-Yin → Åttondelsfinal, 13:e plats (2-1)
- Lin Ya-Hua → Sextondelsfinal, 19:e plats (1-1)
- Yang Chun-Chi → 32-delsfinal, 46:e plats (0-1)

Herrarnas individuella
- Hsieh Sheng-Feng → Åttondelsfinal, 10:e plats (2-1)
- Cho Sheng-Ling → 32-delsfinal, 41:e plats (0-1)
- Wu Tsung-Yi → 32-delsfinal, 44:e plats (0-1)

Damernas lagtävling
- Lin, Lin och Yang → Åttondelsfinal, 12:e plats (0-1)

Herrarnas lagtävling
- Hsieh, Cho och Wu → Åttondelsfinal, 10:e plats (0-1)

## Friidrott
Herrarnas maraton
- Hsu Gi-Sheng — 2:23,04 (→ 57:e plats)

Herrarnas längdhopp
- Nai Hui-Fang
  - Kval — 7,91m (→ gick inte vidare)

- Chao Chih-Kuo
  - Kval — 7,67m (→ gick inte vidare)

Damernas 400 meter häck
- Hsu Pei-Chin
  - Kval — 58,80 (→ gick inte vidare)

## Simhopp
Herrarnas 3 m
- Chen Han-Hung
  - Kval — 194,13 (→ gick inte vidare, 37:e plats)

## Softboll
Grundomgång
| Lag              | S | V | O | F | GM | IM | MS  | P  |
| ---------------- | - | - | - | - | -- | -- | --- | -- |
| USA              | 7 | 6 | 0 | 1 | 37 | 7  | +30 | 12 |
| Kina             | 7 | 5 | 0 | 2 | 29 | 7  | +22 | 10 |
| Australien       | 7 | 5 | 0 | 2 | 22 | 11 | +11 | 10 |
| Japan            | 7 | 5 | 0 | 2 | 24 | 18 | +6  | 10 |
| Kanada           | 7 | 3 | 0 | 4 | 15 | 17 | −2  | 6  |
| Kinesiska Taipei | 7 | 2 | 0 | 5 | 19 | 19 | 0   | 4  |
| Nederländerna    | 7 | 1 | 0 | 6 | 4  | 32 | −28 | 2  |
| Puerto Rico      | 7 | 1 | 0 | 6 | 5  | 44 | −39 | 2  |

## Tennis
Herrdubbel
- Chen Chih-Jung och Lien Yu-Hui
  - First round — Förlorade mot Claude N'Goran och Clement N'Goran (Elfenbenskusten) 2-6 2-6

Damsingel
- Wang Shi-ting
  - First round — Besegrade Adriana Serra-Zanetti (Spanien) 7-5 7-6
  - Second round — Förlorade mot Mary Joe Fernandez (USA) 6-7 6-2 1-6